# Ерік Польгаммер
Ерік Свен Польгаммер Боккардо (5 лютого 1955 — 22 травня 2023) — чилійський поет Покоління 80-х, який описав себе як «медіафігура, мандрівник, запальний читач, дзен-буддист й експерт як з академічної, так і з попкультури».

## Біографія
Ерік Польгаммер навчався у школі Грейнджа, яку закінчив у 1972 році, а потім вступив до Католицького університету, де здобув ступінь професора кастильської мови. Водночас він вивчав естетику, але не закінчив навчання, оскільки поїхав до США, де здобув ступінь аспіранта з освіти в Університеті Маямі.
Захоплений футболом, Польгаммер, який є племінником легендарного «Сапо» Лівінгстона, грав у молодості за спортивний клуб своєї альма-матер; він був капітаном у віці до 15, 16 і 17 років у командах з такими гравцями, як-от Орландо Рамірес, під керівництвом Фернандо Рієри. У молодості займався аматорським боксом; він здобув 37 перемог (з них 32 нокаутом) на турнірі Ла-Рейна — Пеньялолен. Він був чемпіоном у турнірі, який проходив на стадіоні Хосе Аррієта Гіндос, а пізніше — чемпіоном англійської школи Сантьяго. Він також займався регбі та плаванням.
Польгаммер опублікував свою першу книгу у 1979 році, але, за його словами, закохався у письменницьку діяльність раніше, у 19 років, коли навчався на другому курсі університету. Його перше важливе визнання прийшло у 1993 році, коли він став лавреатом премії Пабло Неруди. Пізніше він отримав інші відзнаки, зокрема муніципальну літературну премію Сантьяго 2008 року за свою поетичну збірку «Vírgenes de Chile».
У 2015 році провів свою першу виставку цифрових принтів Pic-poemas.
Польгаммер викладав курси літератури у різних університетах і проводив семінари. Він брав участь як експерт і сценарист у різних телевізійних програмах («Teatro terapia», «Lo mejor del Mundial», «¿Cuánto vale el show?», «Sin Dios ni late», «Síganme los buenos») і був президентом Союзу чилійських поетів і міністром щастя культурно-політичного руху «Por un Chile Participativo y Feliz». Він цікавився технікою дихання і вважав Према Равата одним зі своїх учителів.
Польгаммер помер від ускладнень інсульту 22 травня 2023 року у віці 68 років.

## Доробок

### Поетичні збірки
- Epístolas iluminadas entre parejas disueltas, 1979
- Tiempos difíciles, 1979
- Es mi segundo set de poemas, 1985
- Gracias por la atención dispensada, Editorial Sin Fronteras, 1986
- Vírgenes de Chile, Editorial Brodura, 2007
- La hamaca interior, proverbs and poems, Editorial Libros de Mentira, 2010
- Me que la vaca mu, Editorial Lamás médula, Buenos Aires, 2013
- Primera y última, anthology, Lolita editores, 2014, 98 pages, ISBN 978-956-8970-51-2
- Bajo la influencia de la poesía, Libros del Amanecer, Santiago de Chile, 2017

### Інші книги
- El fútbol como la vida, Editorial Universidad Bolivariana, stories, 2007, ISBN 978-956-8024-70-3
- Redonda pasión. Épica y lírica del fútbol chileno, as compiler, together with journalist Juan Oyaneder, 2011[13]
- Oxímoron. Conversaciones con Dino Samoiedo, передмова Каміло Маркса; RIL editores, Santiago, 2013

### Виставки
- Pic-poemas, digital prints; Galería Modigliani, Viña del Mar, 2015[10]

## Нагороди та визнання
- 1993 Премія імені Пабло Неруди[8]
- 1993 Премія «Дон Балон» за спортивну поезію (журнал «Дон Балон»)[14]
- 2002 Премія Фрая Луїса де Леона (Іспанія)[14]
- 2008 Муніципальна літературна премія Сантьяго за поетичну збірку Vírgenes de Chile[9]